# La Favi
Natalia García Pasmanick (San Francisco, 21 de diciembre de 1990), conocida por su nombre artístico La Favi, es una cantante y compositora estadounidense, galardonada al Latin Grammy y nominada al Grammy. La Favi es conocida por su habilidad para interpretar en inglés y español, destacándose principalmente en la música latina, reguetón y R&B progresivo. También ha incursionado en múltiples géneros y subgéneros como el neoperreo, flamenco, trap latino, dembow, adulto contemporáneo, dancehall y electrónica, entre otros.

## Biografía
Natalia García Pasmanick nació el 21 de diciembre de 1990 en San Francisco, Estados Unidos.Criada en una familia llena de raíces musicales, su conexión con la música se nutrió desde temprana edad, también influenciada por la diversidad multicultural de su vecindario en Glen Park y las diversas corrientes musicales de la época y sus raíces españolas.
Durante su adolescencia, La Favi se unió al SF Girls Chorus y participó en proyectos musicales locales de sus amigos raperos como corista y compositora. Su incursión en la creación musical propia comenzó en su habitación, utilizando su laptop y un cuaderno de notas para plasmar sus composiciones.

## Trayectoria

### 2010-2016: Inicios
El ascenso inicial de La Favi en la escena musical se evidenció en 2010 por su verso en el sencillo «Abrázame» junto al dúo panameño Los Rakas.Este hito marcó el comienzo de La Favi como solista, quien durante los años siguientes consolidó su presencia musical con la publicación de mixtapes acústicos y tradicionales en la plataforma Bandcamp, tales como «FLOR DE AZAHAR VOL. 1» (2011) y «solsticio» (2012).
Natalia publicó diversas producciones más orientadas hacia el género urbano en la plataforma de YouTube, incluyendo covers y composiciones propias durante 2013. En el verano de 2014, La Favi se trasladó a Almería, España, donde residió temporalmente y entabló una asociación crucial con Ms Nina, quien la introdujo al círculo de Yung Beef y su grupo PXXR GVNG (ahora Los Santos). Esta introducción marcó el inicio de su relación con el sello discográfico La Vendicion, quienes apenas comenzaban a formarse.
A lo largo de 2015 y 2016, La Favi comenzó a publicar sus primeras obras oficiales en plataformas digitales bajo su nombre de escenario. Su primer sencillo oficial, «Cruising with You», apareció el 15 de septiembre de 2015. La Favi colaboró constantemente con miembros de La Vendicion Records como Yung Beef en «Happy Hours» y «Lusifel», PXXR GVNG en «OG’S» y junto a Ms Nina en «No Eres Bueno», que apareció a finales del 2016. 

### 2017:Reír & Llorary La Vendicion Records
El 7 de marzo de 2017, La Favi editó su EP debut «Reír & Llorar», en colaboración con el DJ y productor peruano Deltatron. El proyecto recibió una acogida positiva por parte de la crítica y medios de comunicación. El primer track del EP, «Tú y Yo», fue destacado por diferentes medios en listas de fin de año, incluyendo a NPR como una de las “favoritas de artistas latinos en la escena alternativa de 2017”, y Remezcla como una de las 50 mejores canciones del año, ubicada en el segundo lugar, solo por detrás de «Bodak Yellow» de Cardi B. Ese mismo medio también posicionó a La Favi como una de las “Best Emerging Latino Artists“, junto a artistas como A.CHAL y Tei Shi. Otros medios, como Vice y The FADER, también destacaron la habilidad de La Favi para combinar elementos de sus raíces andaluzas con ritmos contemporáneos en la bahía de San Francisco, mencionando a La Favi como una artista para seguir de cerca en los siguientes años.
Durante ese año, La Favi también estrenó sus primeros dos sencillos bajo La Vendicion Records durante la ss17, «Crazy» y «Sácame». Además, lanzó el remix de «Sirena» de «Reír & Llorar» junto a Bea Pelea, así como «Duele» junto a Ms Nina y Beauty Brain a finales del mismo año.

### 2018-2019:Better Off Alonejunto a Soiceytrap
La Favi regresó a Estados Unidos en 2018. Durante ese año, colaboro con múltiples artistas y cerro el año lanzando un sencillo el 10 de diciembre titulado «Nieves de Enero» junto al productor Sueuga Kamau.
En 2019, La Favi apareció junto a Ms Nina en «El Consejo» y junto a Yung Beef en «La 40».También, lanzó un EP junto a la trapera Soiceytrap titulado «Better Off Alone» el 29 de marzo. Para las bases de las pistas del EP, La Favi “pirateo” instrumentales del DJ y productor chileno Dinamarca, lo que hizo a ambos artistas a coincidir y llevó a La Favi a trasladarse a Estocolmo, Suecia, donde el productor residía en el momento.
Dinamarca invitó a La Favi a trabajar en la reedición vocalizada de su EP «Sol de Mi Vida», donde la cantante puso letras las canciones «Dino» y «Jevi», esta última junto a Ms Nina. Esta colaboración abrió paso a ambos artistas para trabajar en más canciones durante la estadía de La Favi en Suecia.
A finales del 2019, La Favi se volvía una de las primeras anunciadas en el lineup para la edición del Primavera Sound 2020 en España.En el mismo período, GQ incluyó a La Favi en su lista de cantantes de reguetón que están transformando la escena musical, comparándola con Rosalía.

### 2020:Is It Realjunto a Dinamarca
A principios del 2020, La Favi se preparaba para dejar San Francisco y visitar México junto a Ulises Lozano ‘El Licenciado’ para comenzar la planeación y producción de un proyecto de larga duración. Sin embargo, estos planes se vieron truncados por la pandemia del COVID-19, que obligó a La Favi a permanecer en su ciudad natal. 
A finales de agosto, Dinamarca reveló que había grabado un proyecto de 7 canciones junto a La Favi. Ambos artistas lanzaron un maxisencillo que incluía las canciones «Sana Sana» y «By My Side» el 9 de septiembre de 2020. «No Contestaste» fue lanzado como sencillo promocional el 30 de septiembre. Ocho días después, se reveló la portada y la fecha de lanzamiento del EP colaborativo. El 23 de octubre, el proyecto finalmente salió a la luz. 

### 2021-2022: Dim Mak En Fuego & Latin Grammys
En agosto de 2021, el sencillo «Wachu Did» fue lanzado bajo el sello de El Licenciado, KinKon Records. Sin embargo, meses más tarde, fue retirado de las plataformas y el 29 de octubre, «Fantasma» producida por El Licenciado, ocupó su lugar.
En noviembre de 2022, se reveló que La Favi había firmado con ambas Dim Mak y su extensión latina Dim Mak En Fuego, sellos discográficos de Steve Aoki. Aoki compartió sobre La Favi: “Es especial cuando puedes firmar a un artista como La Favi en Dim Mak En Fuego. A medida que ella impulsa el Latin Alternative y Underground, sigue representando una gran parte de la cultura latina más tradicional y los sonidos de lugares como Los Ángeles y la Bahía, pero es capaz de crear un híbrido con el que el mundo pueda vibrar.”
El primer sencillo de La Favi bajo Dim Mak se tituló «Action», y fue estrenado el 22 de noviembre del 2022. Este contó con la producción de El Licenciado y Kiid Favelas.
Pocas semanas después, La Favi alcanzó el mayor reconocimiento en su carrera al ganar un Latin Grammy en la categoría «Mejor Álbum Banda» por su colaboración como compositora en el disco «Abeja Reina» de Chiquis Rivera. Además, La Favi fue nominada al Grammy por su trabajo en el mismo álbum de Chiquis.
El 9 de diciembre, La Favi lanzó «En Secreto» como celebración, canción que fue escuchada por primera vez durante el after party de los Latin Grammys junto Steve Aoki en la residencia del DJ en Las Vegas el 25 de noviembre, en el OMNIA Nightclub.
Durante este período, La Favi también fue reconocida por Rolling Stone junto a figuras como Bad Gyal y Bea Pelea por la internacionalización de la influencia en la escena del neoperreo, refiriéndose a ella como “Spanish American neoperreo phenom”.

### 2023:Para Ti,No Es Igualy14 Mission
A principios de 2023, La Favi comenzó la promoción de «Qué Hiciste», un EP de cinco canciones que se convertiría en su primer proyecto lanzado bajo Dim Mak En Fuego. Este proyecto incluía los sencillos previamente lanzados el año anterior, además de dos nuevos cortes, «Travesura» y «Bebiendo», esta última una colaboración nueva con Ms Nina. El EP se distribuyó en varias tiendas en línea días antes de su lanzamiento.
El 17 de febrero de 2023, La Favi lanzó «Para Ti», que contenía las mismas pistas que «Qué Hiciste», pero esta vez la colaboración con Ms Nina fue reemplazada por la canción principal del EP, producida por el artista estadounidense YAWNS. Esta selección de cinco canciones sirvió como preludio del álbum debut de La Favi y la llevó hasta los ojos de Billboard, quien destacó su “enigmático encanto” y su “lirismo onírico de chica triste”, además de mencionar su producción a cargo de El Licenciado y su debut bajo Dim Mak.
El 31 de marzo, se lanzó «Esa Fui Yo» como sencillo promocional de su disco debut. Un mes después, el 28 de abril, La Favi lanzó la colaboración con Ms Nina que fue excluida de «Para Ti», titulada «Bebiendo», junto con su video musical. Al día siguiente, el 29 de abril, participó en una sesión de Dinamarca para Boiler Room y Fake and Gay en San Francisco, donde interpretó su tema «Sana Sana».
Durante una transmisión en Instagram, La Favi confirmó el título de su álbum debut, «No Es Igual» y reveló que sería lanzado en mayo del mismo año. El 8 de mayo, La Favi reveló la portada y la lista de canciones del álbum, anticipando su lanzamiento el 26 de mayo de 2023. En los primeros minutos del 22 de mayo, La Favi lanzó sorpresivamente «Con Mis Gatas» como adelanto del disco. «Mil Horas» y «Dártelo» fueron lanzados el 23 y 24 de mayo, respectivamente. La Favi estrenó «Contigo», producida por YAWNS, como el último sencillo del disco, junto con su video oficial y el resto del disco, el 26 de mayo.
En octubre de 2023, La Favi anunció un EP conjunto con el productor YAWNS, con quien había estado trabajando ese mismo año. «14 Mission» estaba programado para ser lanzado el 9 de noviembre, pero finalmente se estrenó dos semanas después, el 27 de noviembre. «14 Mission» incluyó 6 canciones inéditas que no formaron parte del álbum debut de La Favi, pero fueron tocadas durante su gira y mostradas en sus redes sociales.

### 2024-2025:I'm PrettyyAdicta
La Favi abrió el 2024 colaborando con Manuka Honey y Safety Trance en la canción «I Like It», lanzada el 10 de febrero. El 23 de marzo, La Favi se presentó en la plaza Manuel Tolsá durante el festival «Noche de Primavera» en la Ciudad de México, como parte de su gira. El 12 de agosto, se presentó en el festival «Outside Lands» en San Francisco, en el escenario recientemente incorporado Casa Bacardí.
El 25 de octubre del mismo año, lanzó su sexto EP, «I’m Pretty» (estilizado en mayúsculas), en colaboración con el productor francés Rosaliedu38, bajo el sello KinKon Records. El proyecto incluyó cuatro canciones, entre ellas los sencillos «Memories», estrenado junto al EP, y «Sola en la Ciudad», publicado semanas después, ambos acompañados de sus respectivos visuales.
El 4 de abril de 2025, La Favi estrenó «Fall In Love», primer sencillo de su segundo álbum de estudio, en colaboración con los productores Louis Brodinski y Modulaw. El segundo sencillo, «Ashes», fue lanzado el 26 de abril y fue producido por el dúo francés Glass. El 23 de mayo se publicó «Sticky», en colaboración con Foudeqush, como último adelanto del disco. En una entrevista con Equal Music, La Favi confirmó el nombre del álbum, «Adicta», así como su fecha de lanzamiento. «Adicta» fue estrenado el 20 de junio de 2025 a través de la casa discográfica parisina Promesses.

## Discografía

### Álbumes de estudio
- 2023: No Es Igual
- 2025: Adicta

### Extended plays
- 2017: Reír & Llorar
- 2019: Better Off Alone
- 2020: Is It Real
- 2023: Para Ti
- 2023: 14 Mission
- 2024: I'M PRETTY